# 아이우치 린카
아이우치 린카(일본어: 愛内梨花, 1988년 3월 27일 ~ )은 일본의 성인 비디오 여배우다.